# Anthony Hitchens
Anthony Hitchens (* 10. Juni 1992 in Lorain, Ohio) ist ein ehemaliger US-amerikanischer American-Football-Spieler auf der Position des Linebackers. Zuletzt spielte er für die Kansas City Chiefs in der NFL, mit denen er den Super Bowl LIV gewinnen konnte.

## College
Hitchens spielte vier Jahre lang College Football an der University of Iowa. In seinen ersten beiden Spielzeiten (2010 und 2011) bekam er noch nicht viel Spielzeit und konnte 2010 lediglich 9 und 2011 25 Tackles für sich verbuchen. 2012 und 2013 war Hitchens dann deutlich produktiver und konnte 124 sowie in seiner letzten Saison 112 Tackles für sein College erzielen.

## NFL

### Dallas Cowboys
Hitchens wurde bei dem NFL Draft 2014 in der vierten Runde an 119. Stelle von den Dallas Cowboys ausgewählt. Die Cowboys holten ihn, um mehr Tiefe auf der Linebacker-Position zu bekommen, da sie im Vorjahr mit zahlreichen Verletzungen auf dieser Position zu kämpfen hatten. Dennoch kam seine Auswahl bereits in der vierten Runde für einige Experten überraschend, weil diese Hitchens im Vorfeld des Draftes eher als Siebtrundentalent eingeordnet hatten. Bei den Cowboys unterschrieb Hitchens einen Vierjahresvertrag über 2,655 Mio. US-Dollar. Nur einen Monat nach dem Draft verletzte sich Star-Linebacker Sean Lee bei einer Teamaktivität schwer und verpasste aufgrund dieser Verletzung später auch die gesamte NFL-Saison 2014. Die Verletzung des Stammspielers sorgte dafür, dass Hitchens in seiner Rookie-Saison deutlich mehr Spielzeit bekam, als man zum Zeitpunkt des Draftes hätte erwarten können. Er kam in allen 16 Spielen der regulären Saison zum Einsatz und konnte am Ende der Saison 75 Tackles und eine Interception für die Cowboys verbuchen.
In seiner zweiten Profisaison (2015) kam Hitchens erneut in allen 16 Spielen zum Einsatz und erzielte 67 Tackles sowie seine beiden ersten Sacks in der NFL. 2016 wurde Rolando McClain bereits vor Anfang der Saison wegen eines Drogenverstoßes für 10 Spiele gesperrt, dies ermöglichte Hitchens weiterhin, Spielzeit bei den Cowboys zu bekommen. Auch 2016 spielte er in allen Spielen der regulären Saison und konnte mit 78 Tackles einen neuen persönlichen Bestwert aufstellen. Weiter erzielte er noch 1,5 Sacks für die Cowboys. 2017 ging Hitchens in sein letztes Vertragsjahr seines Rookie-Vertrages. Allerdings begann die Saison nicht wie geplant für Hitchens, in den Vorbereitungsspielen auf die Saison verletzte er sich. Anfänglich wurde befürchtet, dass er die ganze Saison ausfallen könnte, allerdings stellte sich dann heraus, dass er nur einige Wochen fehlen würde. Letztendlich feierte Hitchens sein Comeback in Woche 5 der regulären Saison und konnte alle restlichen 12 Spiele absolvieren. Hierbei hatte Hitchens 2017 sein produktivstes Jahr, und trotz vier verpasster Spiele konnte er mit 84 Tackles eine neue persönliche Bestleistung erzielen. Weiter forcierte er noch einen Fumble. Nach der Saison wurde Hitchens erstmals in seiner Karriere Free Agent.

### Kansas City Chiefs
Mit seinen Leistungen in der vorherigen Saison konnte Hitchens die Kansas City Chiefs von sich überzeugen, sodass diese ihn in der Offseason vor der Saison 2018 verpflichteten. Hitchens unterschrieb einen Fünfjahresvertrag über 45 Mio. US-Dollar. 2018 konnte Hitchens erstmals in seiner Karriere mehr als 100 Tackles erzielen. Mit 135 Tackles sowie einem forcierten Fumble hatte er ein sehr gutes erstes Jahr bei den Chiefs. 2019 folgte ein solides Jahr von Hitchens. Er konnte 88 Tackles, zwei Sacks sowie einen forcierten Fumble für das Franchise aus Missouri erzielen. In den anschließenden Playoffs gelang den Chiefs und Hitchens der ganz große Wurf und sie konnte in den Super Bowl LIV einziehen. Im Super Bowl trafen sie auf die San Francisco 49ers. Die Chiefs gewannen den Super Bowl und konnten damit 50 Jahre nach dem letzten Erfolg (Super Bowl IV) wieder eine Meisterschaft feiern. Hitchens erzielte in den drei Playoff-Spielen der Chiefs 11 Tackles.
Der Vertrag von Hitchens wurde für die Chiefs langsam zum Problem, da man für das langfristige Halten seiner Starspieler Patrick Mahomes, Tyreek Hill und Chris Jones viel Geld zahlen musste. Hitchens hatte durchaus zwei solide Jahre bei den Chiefs, aber konnte dennoch nicht den erhofften nächsten großen Schritt machen, der die 12,5 Mio. US-Dollar Cap Hit rechtfertigen würde. Mit seinen 12,5 Mio. US-Dollar Cap Hit für die Saison 2020 war Hitchens der viertteuerste Inside Linebacker der Liga, lediglich Bobby Wagner, Myles Jack sowie C. J. Mosley belasteten 2020 die Salary Cap ihrer jeweiligen Teams mehr. Nach der Saison 2021 wurde er am 22. Februar 2022 entlassen. Damit konnten die Chiefs 8,4 Millionen US-Dollar an Cap Space einsparen.